# Hokejball
Hokejball (ang. Ball hockey) – zespołowa gra sportowa, odmiana hokeja na lodzie. Zawodnicy do gry używają poliwęglanowych kijów zakończonych kompozytową blendą oraz ażurowej plastikowej piłki. Celem jest zwycięstwo w meczu poprzez zdobycie większej liczby bramek niż rywal. Zawodnicy biegają w butach sportowych na suchej powierzchni, ograniczonej bandami. Nosi wiele nazw, oznaczających tę samą dyscyplinę (street hockey, street ball hockey, ball hockey).
Główna różnica między hokejballem a hokejem na lodzie polega na tym, że gracze nie jeżdżą na boisku na łyżwach, a poruszają się po boisku w butach sportowych. Nie grają krążkiem, ale specjalną plastikową pomarańczową kulką, którą gracze próbują wrzucić do bramki przeciwnika za pomocą kija hokejowego. Powierzchnia boiska wykonana jest z asfaltu, ewentualnie z betonu lub specjalnej plastikowej powierzchni. Strefa gry jest ograniczona hartowanymi plastikowymi bandami.
Federacja światowa ISBHF organizuje rozgrywki w hokejballu, m.in. mistrzostwa świata. W Polsce również powstały kluby, które grają w hokejball.

## Zasady rozgrywki
W rozgrywce uczestniczą dwie sześcioosobowe drużyny (5 graczy na boisku + 1 bramkarz). Boisko do gry ma wymiary 52 × 26 metrów, lecz wymiary mogą ulec nieznacznej zmianie, w zależności od warunków i możliwości organizatorów meczu. Na obu końcach boiska znajdują się bramki o szerokości 1,83 m i wysokości 1,22 m. Reguły hokejballu są podobne do zasad hokeja na lodzie. Największą różnicą jest tak zwana zasada pływającej niebieskiej linii. Oznacza to, że gdy tylko piłka przechodzi przez niebieską linię, a pozycja jest spalona, zasięg ataku rozciąga się na czerwoną linię. Jeśli piłka przekroczy czerwoną linię, strefa uderzenia zostaje zredukowana i ponownie ograniczona niebieską linią. Kolejna różnica polega na tym, że zabroniony jest atak ciałem, zawodnik faulujący otrzymuje karę 2 minut, podczas której przebywa na ławce kar, a jego drużyna jest zmuszona grać w liczebnym osłabieniu przez ten czas. Faule i kary w hokejballu są prawie takie same jak w hokeju na lodzie. Lista oficjalnych zasad gry w hokejball można znaleźć na stronie ISBHF online.
Czas meczu hokejowego trwa 45 minut (czas podzielony jest na trzy części, tzw. tercje po 15 minut.) Czas liczony jest według tzw. czystej gry, tzn. jest zatrzymywany, gdy wystąpi przerwa w grze zarządzona przez sędziego. Jeśli wynik jest nierozstrzygnięty po regulaminowym czasie, zarządzana jest dogrywka. W męskich rozgrywkach jest to wykonywanie rzutów karnych w seriach po trzy.